# Laaktheater
Het Laaktheater is een lijsttheater gelegen aan de Ferrandweg in de wijk Spoorwijk in Den Haag.
Het theater heeft een theaterzaal met 135 zitplaatsen op een halfronde tribune, een grote studio voor o.a. danslessen en een kleine studio.
Vaste gebruikers zijn het Laaks Jeugdtheater, Medea-theater en Filmclub Laak.

## Geschiedenis
In het kader van het onderwijsvoorrangsbeleid werd het Spoorwijks Kinder Theater (SKIT) opgericht dat speciale voorstellingen voor en door Spoorwijk maakte.
Deze kreeg later een eigen ruimte op de Ferrandweg en ging toen verder als "Theater Pierrot".
Na mismanagement werd het Theater Pierrot ontbonden en ging in 2012 door als "Laaktheater".